# Gastrancistrus tenuicornis
Gastrancistrus tenuicornis är en stekelart som beskrevs av Walker 1834. Gastrancistrus tenuicornis ingår i släktet Gastrancistrus och familjen puppglanssteklar. Inga underarter finns listade i Catalogue of Life.